# Козлов, Николай Михайлович (художник)
Николай Михайлович Козлов — российский художник и дизайнер. Сын советского военачальника Козлова Михаила Михайловича.

## Биография
По специальности врач. В конце 1980-х гг. сотрудничал как оформитель с издательством «Книга», вместе с Леонидом Тишковым подготовил проект оформления для первого издания в СССР романа Евгения Замятина «Мы» — эта работа в 1989 году была удостоена гран-при Международной выставки искусства книги в Лейпциге, однако книга в итоге вышла в другом оформлении. В этот же период получил известность в художественной среде рядом проектов в стиле «инфантильного милитаризма» (по выражению критика К. Агуновича), в том числе «комплектами детского белья, по которым ползали игрушечные танчики и самолётики, на пододеяльниках красовались крупные надписи готическим шрифтом».
В 1990-е и первой половине 2000-х гг. почти не участвовал в арт-жизни (за исключением персональной выставки в 1995 году), однако возвращение Козлова в 2006 году с персональной выставкой «Они повсюду» привлекло внимание специалистов: как отмечала Ирина Кулик, сравнивая Козлова с Ильёй Кабаковым,

Инсталляция Николая Козлова — идеальный конструктор для начинающего сценариста: как ни расставляй по полочкам эти ведёрки и лейки, поневоле получится сносный диалог, к которому сам собой придумывается сюжет и видеоряд.

Козлов «вернулся — скромно и очень точно», — подчёркивал художник Никита Алексеев.
Умер в марте 2024 года. Похоронен на Троекуровском кладбище.

## Работы находятся в собраниях
- Музей актуального искусства ART4.RU, Москва.

## Персональные выставки
- 2006 — «Они повсюду». Галерея «АРТСтрелка-projects», Москва.
- 1995 — «Н. Козлов», Москва.